# Sogian
Sogian is een bestuurslaag in het regentschap Sumenep van de provincie Oost-Java, Indonesië. Sogian telt 2147 inwoners (volkstelling 2010).